# Blekunge
Blekunge är öar i Finland.   De ligger i kommunen Gustavs i landskapet Egentliga Finland, i den sydvästra delen av landet, 210 km väster om huvudstaden Helsingfors.